# 日産自動車グローバル本社
日産自動車グローバル本社（にっさんじどうしゃグローバルほんしゃ、英: NISSAN Global Headquarters）は、神奈川県横浜市西区高島にある日産自動車の本社ビル。

## 概要
横浜市西区高島1丁目1番1号、みなとみらい地区北部の66街区に位置する。
日産自動車の前身となる自動車工業株式会社は1933年に横浜市神奈川区にて、前身企業2社の合併により設立された。以降一時期を除き1968年まで横浜市に本社を置いていたが、同年に本社を東京都中央区銀座に移転した。本館と新館に分断され非効率な上、本館は築40年と老朽化が進んだため、本社機能の移転を検討した。
2004年6月23日、日産自動車は2010年までに世界本社と日本事業関連の主要機能を横浜市みなとみらい21地区66街区に移転すると発表した。創業の地であり、追浜工場や日産車体など事業所や関連会社が多くある神奈川県が選定された。同街区での新本社屋建設は2007年着工予定で、新本社屋は地上33階、地下2階、高さ約150メートル、1階から3階に店舗や車のギャラリーを設置し、4階以上がオフィスフロアになるとの記事があった。2005年11月21日、新社屋の設計、施工パートナーを公募した結果、設計が谷口吉生と竹中工務店に、施工が清水建設にそれぞれ決定したと発表した。2007年1月13日、日産自動車は新本社屋の着工と、新本社屋が地上22階、地下2階、高さ99メートル、床面積80,000平方メートルとなることを発表した。竣工は当初の予定から1年前倒しされ2009年4月である。なお、竣工式は同年8月2日に行われた。
ルノーの日本法人であるルノー・ジャポン株式会社は同社隣にある（所在地は横浜市西区高島1-1-2）。
なお、日産自動車の商業登記上の本店は、この本社ビルではなく、横浜工場のある神奈川区宝町2番地である。

## 立地と建物の特徴

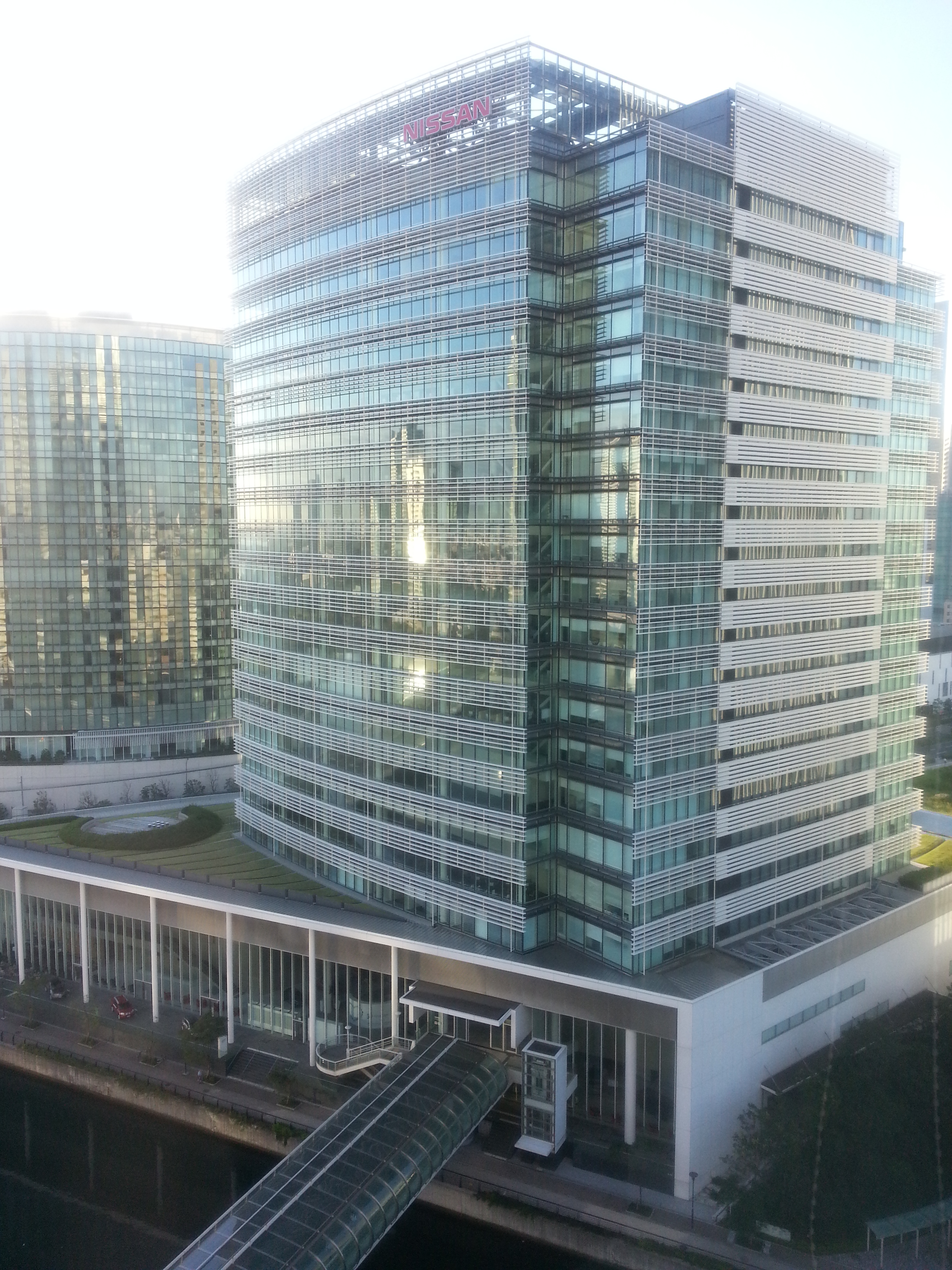
本社外観をスカイビルより撮影、はまみらいウォークが下部に見える

みなとみらい線新高島駅から近く、横浜駅（東口方面）へも、帷子川を渡るはまみらいウォークと地下街横浜ポルタ、そごう横浜店地下2階・地下1階入口前を介して徒歩で移動できる。当ビル2階はNISSANウォークとして、深夜の一部時間帯を除いて開放され（後述）、横浜駅とみなとみらい地区を結ぶ動線の一部となっている（前述のはまみらいウォークと接続しており、新高島駅方面や富士ゼロックスR&Dスクエア、京急グループ本社とはみなとみらい歩道橋で接続している）。また、1階は「日産グローバル本社ギャラリー (NISSAN GALLERY)」として、新型車や日産自動車の歴史に関する展示が行われている（帷子川側に屋外展示スペースもあり）。
建物の外観デザインは船の帆をイメージしており、一部丸みを帯び段違いのような形状となっている。外観の特徴として白いルーバーは、夏季は直射日光を遮断し、冬季は部屋の奥まで光を導く効果がある。建物中央にはボイド（吹き抜け）が設けられ、自然換気ができる構造を取り入れた。オフィスフロアには、南側と北側で1層ずつずらした2層の吹き抜けが設けられ、採光や社員同士のコミュニケーションに役立てられている。低層部の屋上には屋上緑化のほか約40kWの太陽電池が設置され、電気自動車向け充電システムに供給される。
2011年に第52回BCS賞を受賞したほか、第1回かながわ地球温暖化対策大賞、第55回神奈川建築コンクール優秀賞、第37回東京建築賞最優秀賞を受賞している。

## NISSANウォーク
当ビル2階を貫く歩行者通路で、はまみらいウォークとみなとみらい歩道橋の間に位置する。横浜駅東口方面よりはまみらいウォークを渡って来た場合、みなとみらい地区（中央地区）の玄関口に当たる。利用（通行）可能時間は以下の通りで、おおむね鉄道の始発から終電時間に合わせている。
- 利用可能時間：朝4時30分〜深夜1時15分[21]

※上記以外の時間帯は水際線プロムナードを経由してみなとみらい大橋付近まで迂回する必要がある。

## ビル内の様子

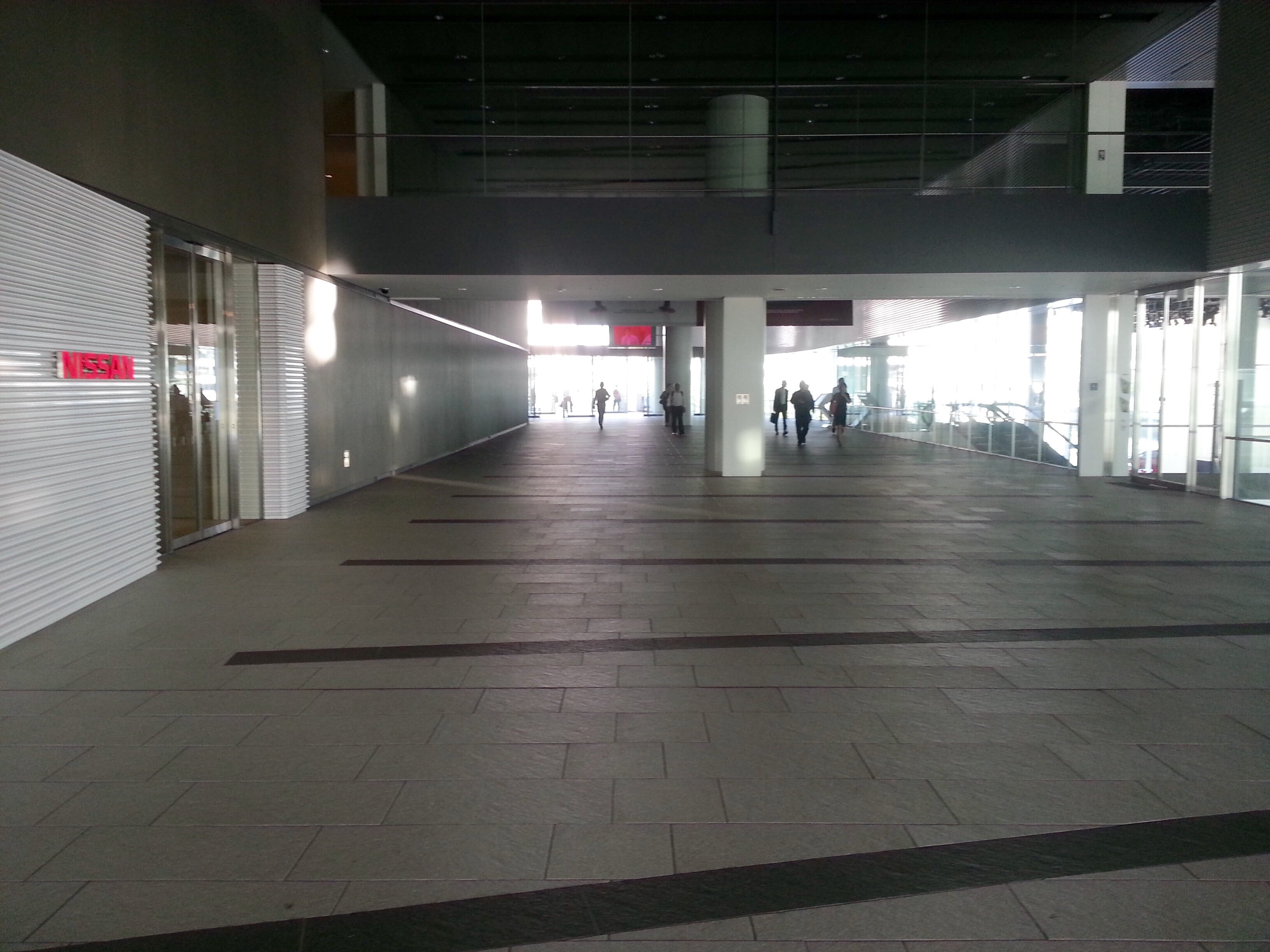
NISSANウォーク（横浜駅方面）
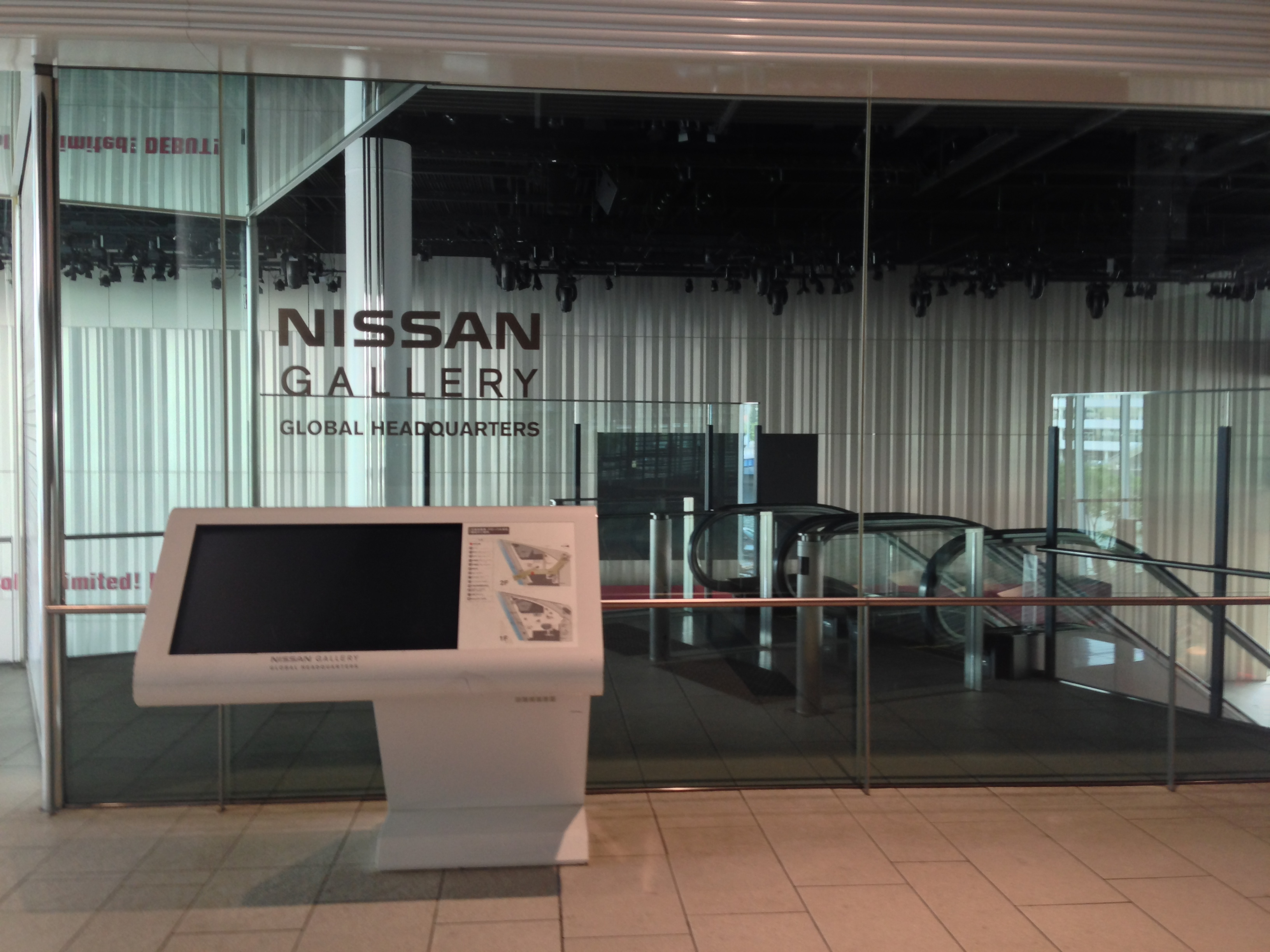
NISSANウォークの途中にある、グローバル本社ギャラリー入り口
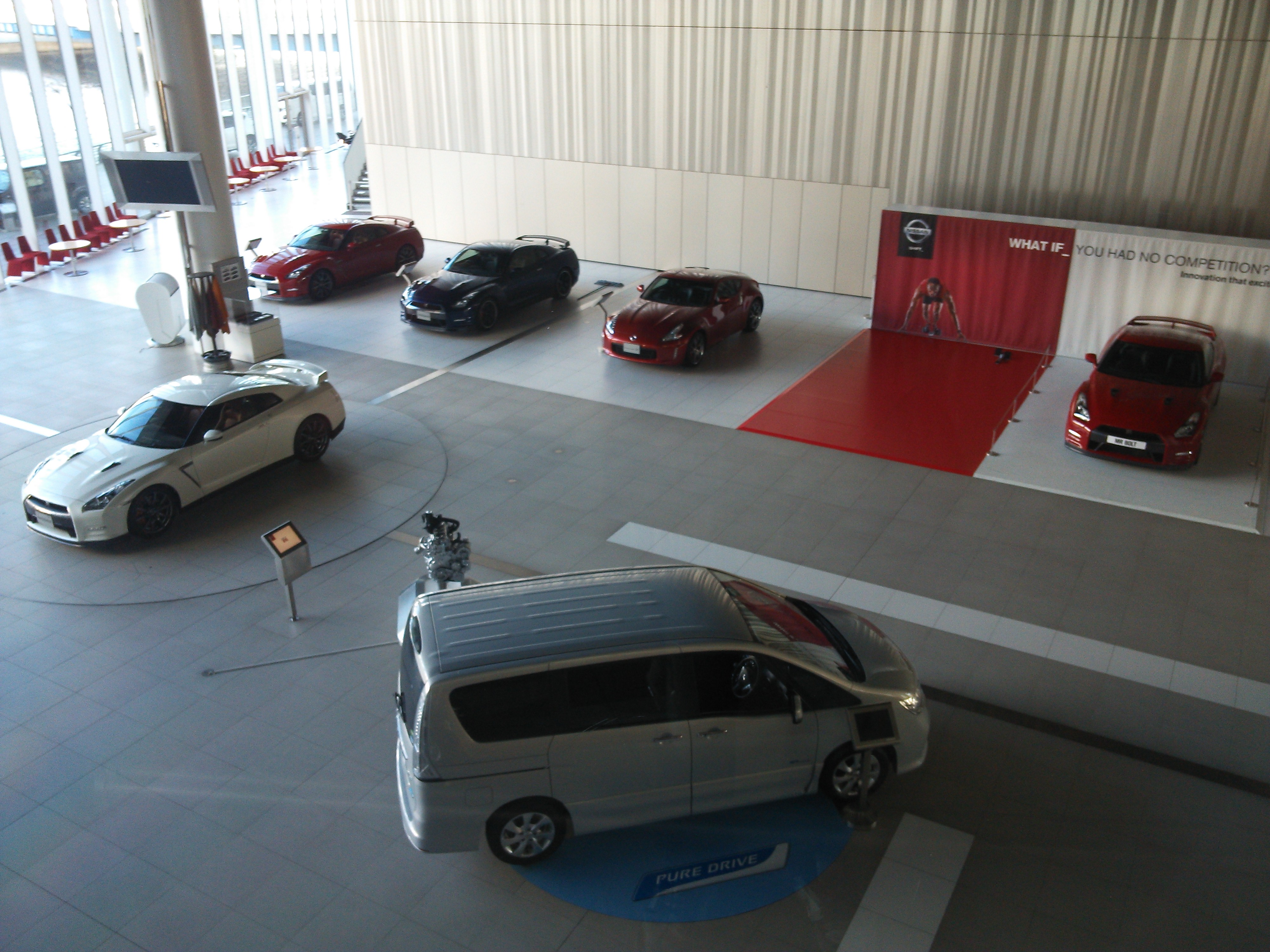
グローバル本社ギャラリー
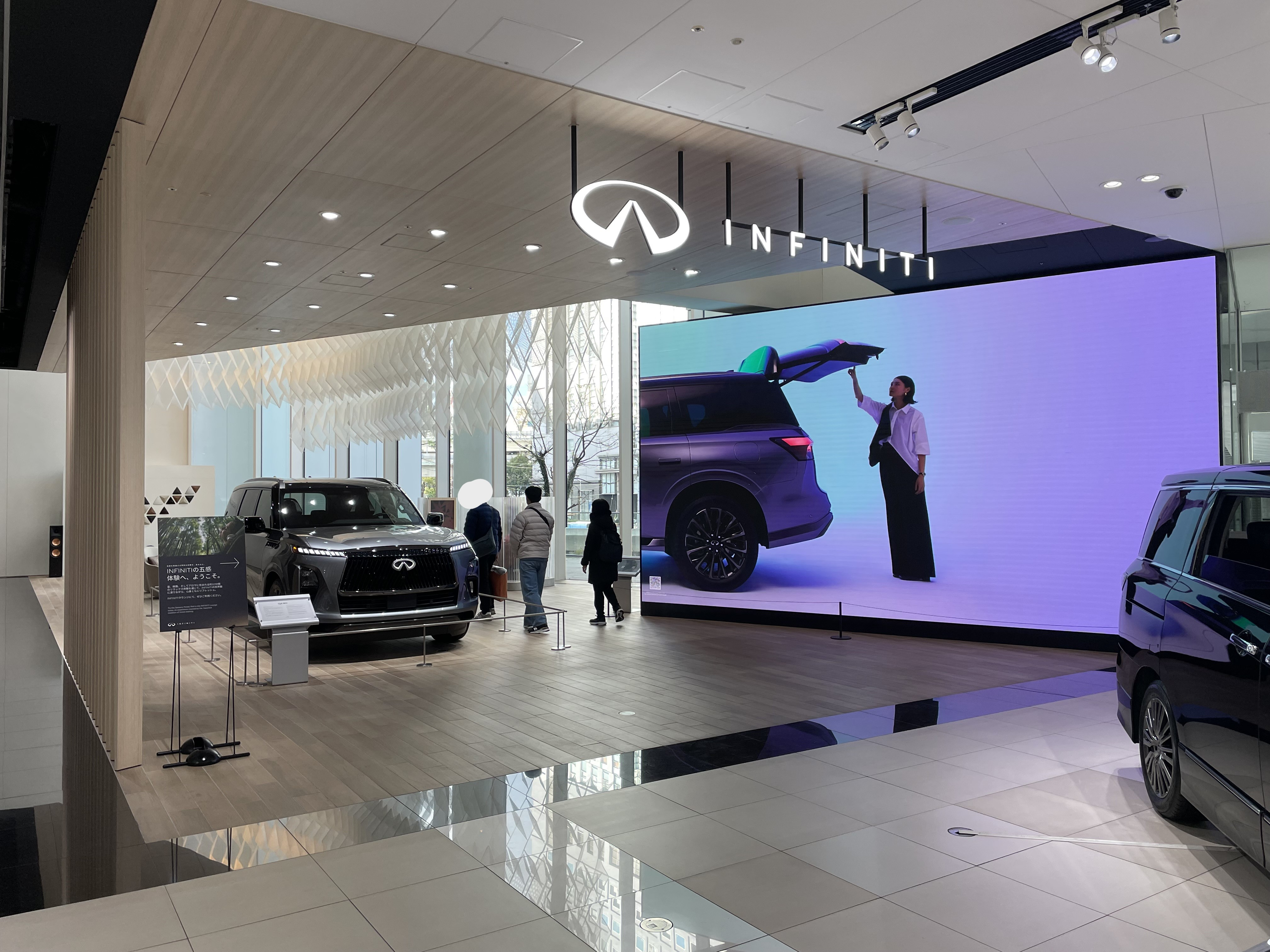
インフィニティラウンジ

## その他
国道1号および首都高速神奈川1号横羽線の高架を挟んで反対側には、かつて日産横浜オフィスが置かれていた旧日産横浜ビル（現：横浜東口ウィスポートビル、1991年4月竣工）がある。現在では日産自動車の総合研究所および日産横浜倶楽部などが入居している。

## 参考資料
- 日産自動車グローバル本社の建設 (PDF) （日産自動車グローバル資産管理部）
- 日産自動車グローバル本社（竹中工務店）